# Lance Stroll
Lance Stroll (* 29. Oktober 1998 in Montreal, Québec, bürgerlich Lance Strulovitch) ist ein kanadisch-belgischer Automobilrennfahrer. Er gewann 2014 die italienische Formel-4-Meisterschaft, 2015 die Toyota Racing Series und 2016 die europäische Formel-3-Meisterschaft. Seit 2017 tritt er in der Formel-1-Weltmeisterschaft an. Er ist der Sohn des Unternehmers Lawrence Stroll und hat durch seine Mutter auch die belgische Staatsbürgerschaft.

## Karriere

### Kartsport (2008–2013)
Stroll begann seine Motorsportkarriere 2008 im Kartsport, in dem er bis 2013 aktiv blieb. 2008 und 2009 gewann er mehrere Meisterschaften kanadischer Juniorenserien. 2010 gewann er die Rotax Mini Max der Florida Winter Tour. Stroll wurde 2010 als Elfjähriger zudem in die Ferrari Driver Academy, das Förderprogramm der Scuderia Ferrari, aufgenommen. 2011 trat er erstmals auch in Europa an und wurde unter anderem Neunter in der KF3-Klasse der WSK Euro Series. 2012 entschied Stroll die SKUSA SuperNationals für sich. Zudem wurde er Vierter in der KF3-Klasse der WSK Master Series und Zehnter im CIK-FIA-Weltcup der KF3. 2013 startete Stroll unter anderem in der Welt- und Europameisterschaft der CIK-FIA in der KF-Kategorie. Dabei erreichte er den sechsten Platz in der Weltmeisterschaft.

### Anfänge im Formelsport (2014–2016)

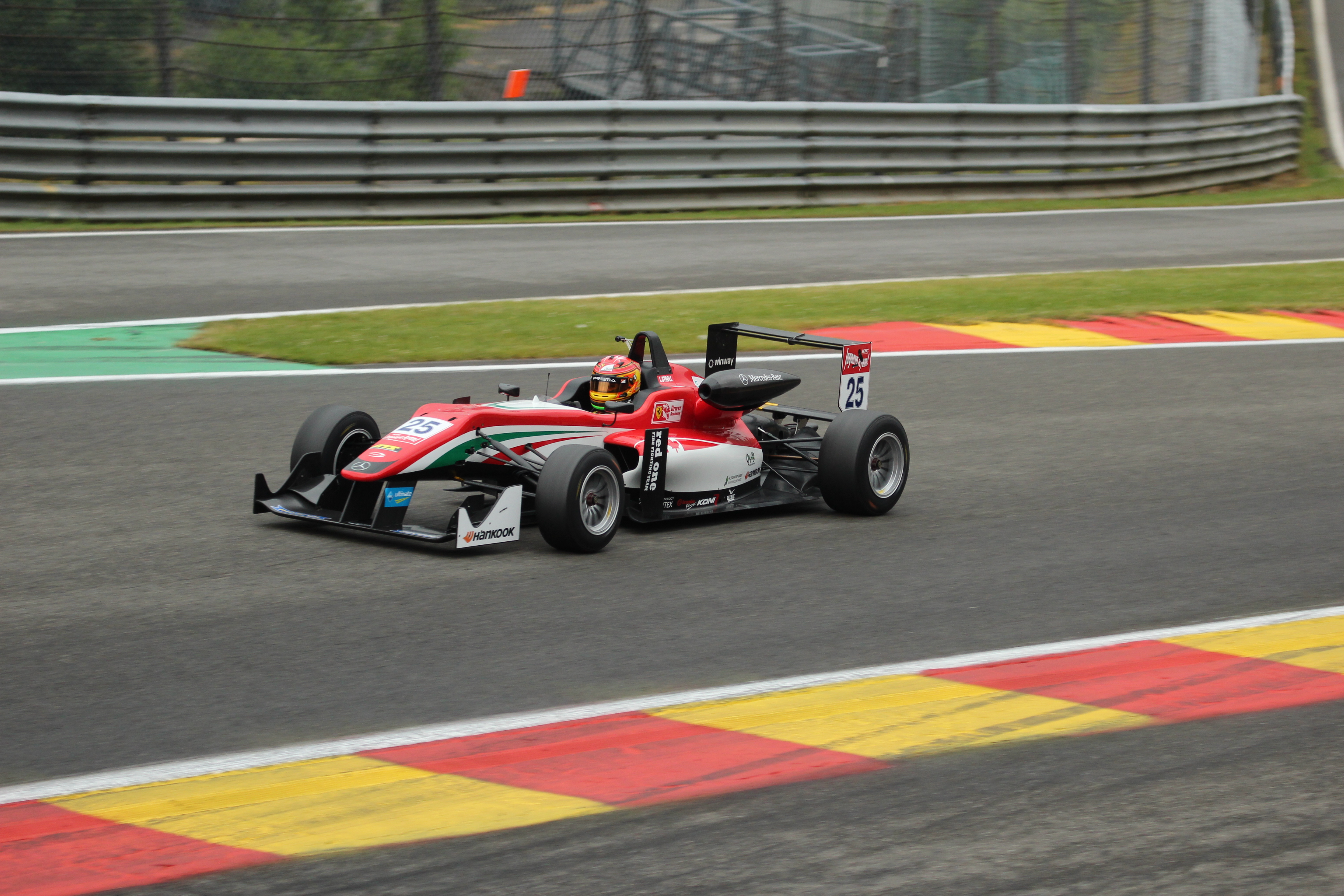
Lance Stroll in Spa-Francorchamps in der europäischen Formel-3-Meisterschaft 2015

2014 wechselte Stroll in den Formelsport und erhielt zunächst ein Cockpit in der Florida Winter Series. Ein zweiter Platz auf dem Homestead-Miami Speedway war sein bestes Ergebnis. Anschließend trat Stroll für das Prema Power Team in der italienischen Formel-4-Meisterschaft 2014 an. Sein Vater erwarb im Zuge seiner Verpflichtung Anteile an Prema. In der Meisterschaft gelang es ihm, sein Debütrennen für sich zu entscheiden. Stroll gewann bei zehn Rennen in der Meisterschaftsklasse und entschied die Meisterschaft für sich. Zum letzten Rennwochenende trat er verletzungsbedingt nicht an. Anfang 2015 ging Stroll für M2 Competition in der Toyota Racing Series an den Start. Bei den ersten beiden Veranstaltungen gelangen ihm drei Siege. Seinen vierten Sieg erzielte er beim letzten Rennen, dem Großen Preis von Neuseeland. Damit wurde er im Alter von 16 Jahren zum jüngsten Fahrer, der einen internationalen Automobil-Grand-Prix gewann. Stroll entschied die Meisterschaft mit 906 zu 798 gegen seinen Teamkollegen Brandon Maïsano für sich.
Anschließend trat Stroll 2015 für das Prema Powerteam in der europäischen Formel-3-Meisterschaft an. Beim achten Rennwochenende in Spielberg gelang ihm mit einem dritten Platz seine erste Podest-Platzierung. Bei den nächsten Rennen erzielte er drei weitere dritte Plätze und einen zweiten Platz. Schließlich gewann er bei der letzten Veranstaltung in Hockenheim ein Rennen. Während sein Teamkollege Felix Rosenqvist die Meisterschaft gewann, beendete Stroll die Saison auf dem fünften Gesamtrang. Zum Ende des Jahres schied Stroll aus dem Ferrari-Förderprogramm aus. Er wechselte in das Förderprogramm von Williams und wurde dort für die nächste Saison Formel-1-Testfahrer. Mit Stroll zusammen verließ Luca Baldisserri, der bisherige Leiter des Förderprogrammes, Ferrari, um weiterhin als Mentor für Stroll zu agieren.
2016 fuhr Stroll erneut für das Prema Powerteam in der europäischen Formel-3-Meisterschaft. Er gewann je ein Rennen in Le Castellet, Zandvoort und Spa-Francorchamps; je zwei Rennen in Spielberg, Nürnberg, Nürburg und Imola sowie alle drei Rennen beim letzten Rennwochenende in Hockenheim. Mit insgesamt 14 Siegen aus 30 Rennen entschied er die Meisterschaft für sich. Am Saisonende lag er mit 507 zu 322 Punkten deutlich vor seinem Teamkollegen Maximilian Günther, der Gesamtzweiter war. Darüber hinaus debütierte Stroll im GT-Sport und nahm für das Ford-Werksteam Chip Ganassi Racing am 24-Stunden-Rennen von Daytona, das zur MSA WeatherTech SportsCar Championship zählte, teil. Dabei wurde er zusammen mit seinen Teamkollegen Brendon Hartley, Andy Priaulx und Alexander Wurz Gesamtfünfter.

### Formel 1 (seit 2017)

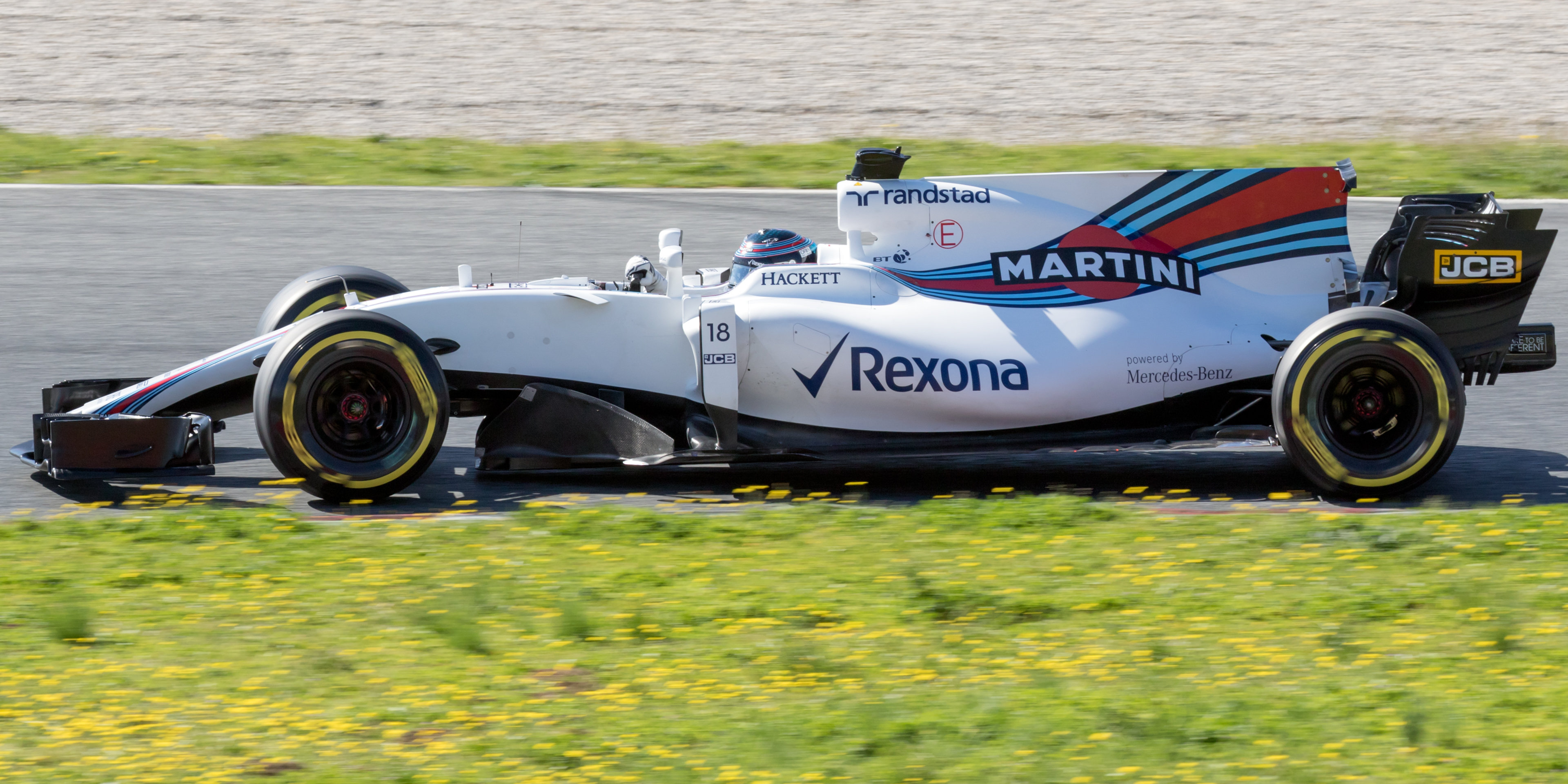
Stroll bei Testfahrten in Barcelona

In der Formel-1-Weltmeisterschaft 2017 ging Stroll für Williams als Stammfahrer an den Start. Stroll gilt als der am besten vorbereitete Debütant der Formel-1-Geschichte. Sein Einstieg in die Formel 1 wurde seit Jahren durch ein von seinem Vater finanziertes Programm gefördert, das einen zweistelligen Millionenbetrag kostete und zu dem die Übernahme des Prema-Powerteams gehörte. Stroll absolvierte in der zweiten Jahreshälfte 2016 unter Ausschluss der Öffentlichkeit mehrere Testfahrten mit einem zwei Jahre alten Williams FW36 und entsprechenden Mercedes-Motoren, die eigens für ihn aufgebaut wurden. Darüber hinaus hatte Stroll noch vor den Williams-Werkspiloten Valtteri Bottas und Felipe Massa Zugriff auf den von seinem Vater gesponserten neuesten Simulator. Bis zum Saisonauftakt 2017 soll er auf diese Weise rund 8.000 km Testfahrten in Formel-1-Fahrzeugen absolviert haben. Er wählte die Nummer 18 als seine permanente Startnummer. Bei seinem Debütrennen in Australien schied er aus. Bei seinem Heimrennen, dem Großen Preis von Kanada, erzielte er als Neunter erstmals Punkte. Ein Rennen später in Aserbaidschan gelang ihm mit dem dritten Platz seine erste Podest-Platzierung. Am Saisonende belegte er den zwölften Gesamtrang mit 40 Punkten, 2018 blieb Stroll bei Williams und erzielte mit sechs Punkten Platz 18 in der Meisterschaft.
Zur Formel-1-Weltmeisterschaft 2019 wechselte Stroll zu Racing Point. An dem Rennstall ist sein Vater als Eigentümer beteiligt. Die Saison beendete er auf dem 15. Gesamtrang mit 21 Punkten. Auch 2020 fuhr er für Racing Point. Beim Großen Preis von Italien holte er als Drittplatzierter sein zweites Podium. Den Großen Preis der Eifel musste er wegen einer Magenverstimmung auslassen, die sich später als Teil einer COVID-19-Infektion herausstellte. Ersetzt wurde er durch Nico Hülkenberg, der bereits beim Großen Preis von Großbritannien sowie beim 70-jährigen Jubiläum der Formel 1 Strolls Teamkollegen Sergio Pérez nach dessen positivem Corona-Test vertreten hatte. Beim Großen Preis der Türkei erreichte Stroll seine erste Pole-Position und wurde im Rennen Neunter. Beim Großen Preis von Bahrain schied er nach einem Überschlag beim Neustart des Rennens aus. Beim Großen Preis von Sachir wurde er Dritter, während Teamkollege Pérez den ersten Sieg in der Teamgeschichte von Racing Point holte. Er beendete die Saison auf dem elften Platz der Fahrerwertung mit 75 Punkten.

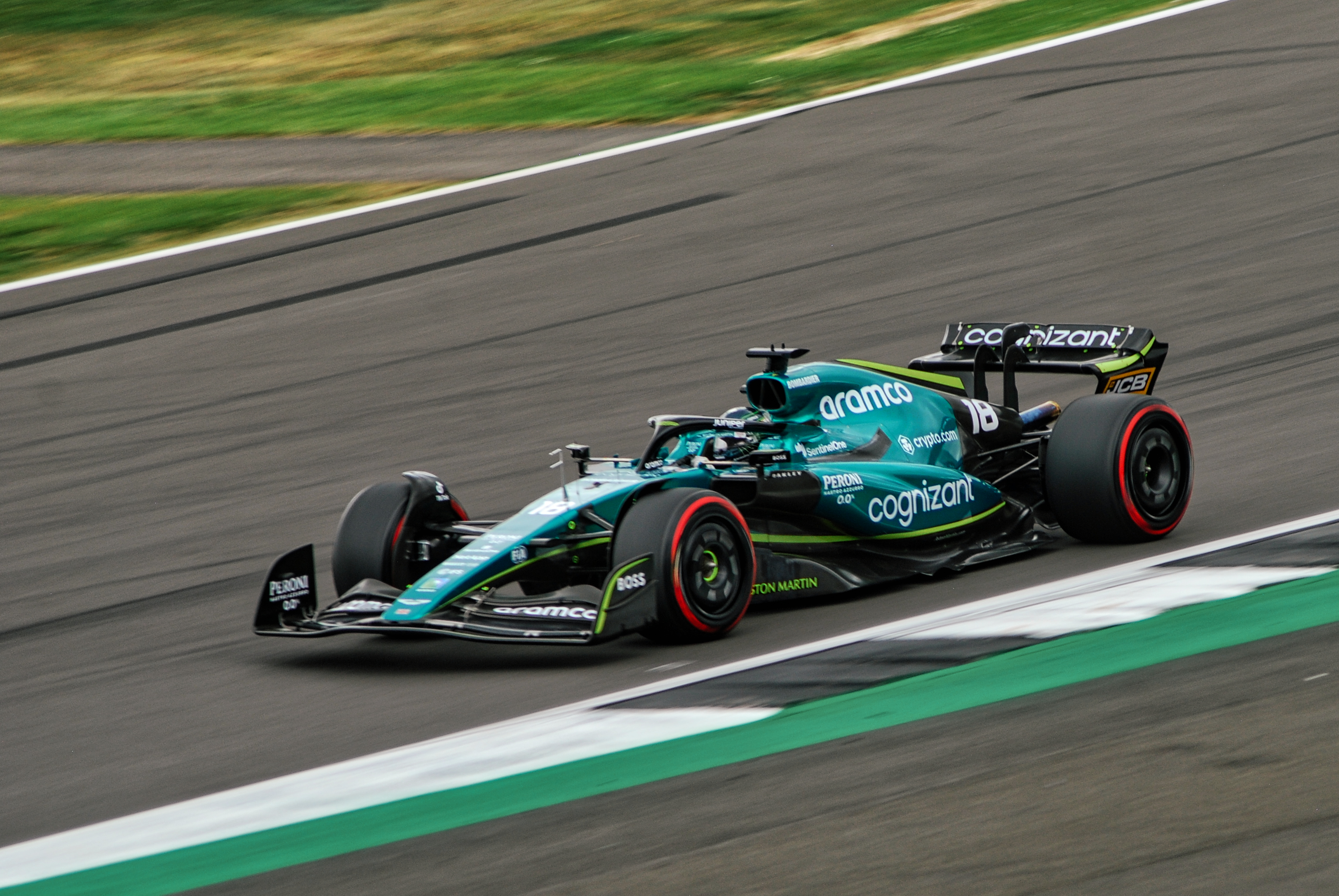
Lance Stroll beim Großen Preis von Großbritannien 2022

2021 erhielt Stroll mit Sebastian Vettel einen neuen Teamkollegen bei seinem Team, welches ab diesem Jahr unter dem Namen Aston Martin F1 Team antritt. Beim Saisonauftakt in Bahrain kam er als 10. in die Punkteränge. Seine besten Saisonergebnisse waren ein sechster Platz im Großen Preis von Katar 2021 und ein siebter Rang beim Großen Preis von Italien 2021. Mit 34 Punkten belegte er die Saison auf dem 13. Platz in Klassement. 2022 blieb Stroll beim Team. Sein bestes Einzelergebnis erzielte er beim Großen Preis von Singapur 2022 mit einem sechsten Rang. Am Saisonende belegte er den 15. Gesamtrang mit 18 Punkten. Die Testfahrten zur Formel-1-Weltmeisterschaft 2023 verpasste er aufgrund eines Fahrradunfalls. Beim Saisonauftakt in Bahrain belegte er den sechsten Platz. In Australien erzielte er den vierten Rang. In Brasilien sicherte er sich mit dem 3. Platz im Qualifying sein bestes Ergebnis in der Qualifikation seit 2020. In Brasilien sowie Las Vegas belegte er den fünften Rang. Mit 74 Punkten beendete er die Saison auf dem 10. Rang in der Gesamtwertung, was seine bisher beste Gesamtplatzierung ist.
2024 blieb er beim Team. Sein bestes Einzelergebnis erreichte er in Australien mit einem sechsten Platz. In Kanada und Großbritannien wurde Stroll jeweils Siebter. Er beendete die Saison auf dem 13. Platz der Fahrerwertung mit 24 Punkten.

## Persönliches
Lance Strolls Vater Lawrence Stroll ist ein bekannter Mode-Tycoon aus Kanada.
Lance Stroll ist Fan der Montreal Canadiens, dem NHL-Team aus seiner Heimatstadt Montreal. Beim Großen Preis von Österreich 2021 hatte er deren Team-Logo auf seinem Helm, da die Canadiens das erste Mal seit 1993 wieder in das Stanley-Cup-Finale eingezogen sind.

## Statistik

### Karrierestationen
- 2008–2013: Kartsport
- 2014: Florida Winter Series
- 2014: Italienische Formel 4 (Meister)
- 2015: Toyota Racing Series (Meister)
- 2015: Europäische Formel 3 (Platz 5)
- 2016: Europäische Formel 3 (Meister)
- 2016: IWSC, Prototype (Platz 27)
- 2016: Formel 1 (Testfahrer)
- 2017: Formel 1 (Platz 12)
- 2018: Formel 1 (Platz 18)
- 2019: Formel 1 (Platz 15)
- 2020: Formel 1 (Platz 11)
- 2021: Formel 1 (Platz 13)
- 2022: Formel 1 (Platz 15)
- 2023: Formel 1 (Platz 10)
- 2024: Formel 1 (Platz 13)

### Einzelergebnisse in der italienischen Formel-4-Meisterschaft
| Jahr | Team             | 1   | 2   | 3   | 4   | 5   | 6   | 7   | 8   | 9   | 10  | 11  | 12  | 13  | 14  | 15  | 16  | 17  | 18  | 19  | 20  | 21  | Punkte | Rang |
| ---- | ---------------- | --- | --- | --- | --- | --- | --- | --- | --- | --- | --- | --- | --- | --- | --- | --- | --- | --- | --- | --- | --- | --- | ------ | ---- |
| 2014 | Prema Power Team | ADR | ADR | ADR | IMO | IMO | IMO | MUG | MUG | MUG | MAG | MAG | MAG | VAL | VAL | VAL | MNZ | MNZ | MNZ | IMO | IMO | IMO | 331    | 1.   |
| 2014 | Prema Power Team | 1   | 2   | 7   | 1   | 2   | 1   | 2   | 1   | 6   | 1   | DNF | 2   | 2   | 1   | 1   | 4   | 3   | DNF | WD  | WD  | WD  | 331    | 1.   |

### Einzelergebnisse in der europäischen Formel-3-Meisterschaft
| Jahr | Team            | Motor    | 1   | 2   | 3   | 4   | 5   | 6   | 7   | 8   | 9   | 10  | 11  | 12  | 13  | 14  | 15  | 16  | 17  | 18  | 19  | 20  | 21  | 22  | 23  | 24  | 25  | 26  | 27  | 28  | 29  | 30  | 31  | 32  | 33  | Punkte | Rang |
| ---- | --------------- | -------- | --- | --- | --- | --- | --- | --- | --- | --- | --- | --- | --- | --- | --- | --- | --- | --- | --- | --- | --- | --- | --- | --- | --- | --- | --- | --- | --- | --- | --- | --- | --- | --- | --- | ------ | ---- |
| 2015 | Prema Powerteam | Mercedes | SIL | SIL | SIL | HO1 | HO1 | HO1 | PAU | PAU | PAU | MNZ | MNZ | MNZ | SPA | SPA | SPA | NOR | NOR | NOR | ZAN | ZAN | ZAN | SPI | SPI | SPI | POR | POR | POR | NÜR | NÜR | NÜR | HO2 | HO2 | HO2 | 231    | 5.   |
| 2015 | Prema Powerteam | Mercedes | 6   | 4   | DNF | 6   | 14  | 6   | 9   | 10  | 4   | 11  | DNF | DSQ | 29  | DNF | EX  | 8   | 4   | 26* | 4   | DNF | 5   | 4   | 3   | 5   | 4   | 3   | 3   | 9   | 3   | 2   | 1   | 6   | DNF | 231    | 5.   |
| 2016 | Prema Powerteam | Mercedes | LEC | LEC | LEC | HUN | HUN | HUN | PAU | PAU | PAU | SPI | SPI | SPI | NOR | NOR | NOR | ZAN | ZAN | ZAN | SPA | SPA | SPA | NÜR | NÜR | NÜR | IMO | IMO | IMO | HOC | HOC | HOC |     |     |     | 507    | 1.   |
| 2016 | Prema Powerteam | Mercedes | 1   | DNF | 5   | 4   | 8   | 3   | 9   | 4   | 2   | 2   | 1   | 1   | 1   | 2   | 1   | 1   | DNF | 19  | 1   | 19  | 4   | 1   | 1   | 2   | 2   | 1   | 1   | 1   | 1   | 1   |     |     |     | 507    | 1.   |

### Statistik in der Formel-1-Weltmeisterschaft
Diese Statistik umfasst alle Teilnahmen des Fahrers an der Formel-1-Weltmeisterschaft.

#### Gesamtübersicht
(Stand: Großer Preis von Ungarn, 3. August 2025)
| Saison | Team                                  | Chassis            | Motor                 | Rennen | Siege | Zweiter | Dritter | Poles | schn. Rennrunden | Punkte | WM-Pos. |
| ------ | ------------------------------------- | ------------------ | --------------------- | ------ | ----- | ------- | ------- | ----- | ---------------- | ------ | ------- |
| 2017   | Williams Martini Racing               | Williams FW40      | Mercedes 1.6 V6 Turbo | 20     | −     | −       | 1       | −     | −                | 40     | 12.     |
| 2018   | Williams Martini Racing               | Williams FW41      | Mercedes 1.6 V6 Turbo | 21     | −     | −       | −       | −     | −                | 6      | 18.     |
| 2019   | SportPesa Racing Point F1 Team        | Racing Point RP19  | Mercedes 1.6 V6 Turbo | 21     | −     | −       | −       | −     | −                | 21     | 15.     |
| 2020   | BWT Racing Point F1 Team              | Racing Point RP20  | Mercedes 1.6 V6 Turbo | 16     | −     | −       | 2       | 1     | −                | 75     | 11.     |
| 2021   | Aston Martin Cognizant F1 Team        | Aston Martin AMR21 | Mercedes 1.6 V6 Turbo | 22     | −     | −       | −       | −     | −                | 34     | 13.     |
| 2022   | Aston Martin Aramco Cognizant F1 Team | Aston Martin AMR22 | Mercedes 1.6 V6 Turbo | 22     | −     | −       | −       | −     | −                | 18     | 15.     |
| 2023   | Aston Martin Aramco Cognizant F1 Team | Aston Martin AMR23 | Mercedes 1.6 V6 Turbo | 21     | −     | −       | −       | −     | −                | 74     | 10.     |
| 2024   | Aston Martin Aramco F1 Team           | Aston Martin AMR24 | Mercedes 1.6 V6 Turbo | 23     | −     | −       | −       | −     | −                | 24     | 13.     |
| 2025   | Aston Martin Aramco F1 Team           | Aston Martin AMR25 | Mercedes 1.6 V6 Turbo | 13     | −     | −       | −       | −     | −                | 26     | 12.     |
| Gesamt | Gesamt                                | Gesamt             | Gesamt                | 179    | −     | −       | 3       | 1     | −                | 318    |         |

#### Einzelergebnisse
| Saison | 1   | 2   | 3  | 4   | 5   | 6   | 7   | 8   | 9   | 10  | 11  | 12 | 13 | 14  | 15  | 16  | 17 | 18  | 19  | 20  | 21 | 22  | 23 | 24 |
| ------ | --- | --- | -- | --- | --- | --- | --- | --- | --- | --- | --- | -- | -- | --- | --- | --- | -- | --- | --- | --- | -- | --- | -- | -- |
| 2017   |     |     |    |     |     |     |     |     |     |     |     |    |    |     |     |     |    |     |     |     |    |     |    |    |
| DNF    | DNF | DNF | 11 | 16  | 14* | 9   | 3   | 10  | 16  | 14  | 11  | 7  | 8  | 8   | DNF | 11  | 6  | 16  | 18  |     |    |     |    |    |
| 2018   |     |     |    |     |     |     |     |     |     |     |     |    |    |     |     |     |    |     |     |     |    |     |    |    |
| 14     | 14  | 14  | 8  | 11  | 17  | DNF | 17* | 13  | 12  | DNF | 17  | 13 | 9  | 14  | 15  | 17  | 14 | 12  | 18  | 13  |    |     |    |    |
| 2019   |     |     |    |     |     |     |     |     |     |     |     |    |    |     |     |     |    |     |     |     |    |     |    |    |
| 9      | 14  | 12  | 9  | DNF | 16  | 9   | 13  | 14  | 13  | 4   | 17  | 10 | 11 | 13  | 11  | 9   | 12 | 13  | 19* | DNF |    |     |    |    |
| 2020   |     |     |    |     |     |     |     |     |     |     |     |    |    |     |     |     |    |     |     |     |    |     |    |    |
| DNF    | 7   | 4   | 9  | 6   | 4   | 8   | 3   | DNF | DNF | INJ | DNF | 13 | 9  | DNF | 3   | 10  |    |     |     |     |    |     |    |    |
| 2021   |     |     |    |     |     |     |     |     |     |     |     |    |    |     |     |     |    |     |     |     |    |     |    |    |
| 10     | 8   | 14  | 11 | 8   | DNF | 10  | 8   | 13  | 8   | DNF | 20  | 12 | 7  | 11  | 9   | 12  | 14 | DNF | 6   | 11  | 13 |     |    |    |
| 2022   |     |     |    |     |     |     |     |     |     |     |     |    |    |     |     |     |    |     |     |     |    |     |    |    |
| 12     | 13  | 12  | 10 | 10  | 15  | 14  | 16* | 10  | 11  | 13  | 10  | 11 | 11 | 10  | 18* | 6   | 12 | DNF | 15  | 10  | 8  |     |    |    |
| 2023   |     |     |    |     |     |     |     |     |     |     |     |    |    |     |     |     |    |     |     |     |    |     |    |    |
| 6      | DNF | 4   | 78 | 12  | C   | DNF | 6   | 9   | 94  | 14  | 10  | 9  | 11 | 16  | WD  | DNF | 11 | 7   | 17* | 5   | 5  | 10  |    |    |
| 2024   |     |     |    |     |     |     |     |     |     |     |     |    |    |     |     |     |    |     |     |     |    |     |    |    |
| 10     | DNF | 6   | 12 | 15  | 17  | 9   | 14  | 7   | 14  | 13  | 7   | 10 | 11 | 13  | 19  | 19* | 14 | 15  | 11  | DNS | 15 | DNF | 14 |    |
| 2025   |     |     |    |     |     |     |     |     |     |     |     |    |    |     |     |     |    |     |     |     |    |     |    |    |
| 6      | 9   | 20  | 17 | 16  | 165 | 15  | 15  | WD  | 17  | 14  | 7   | 14 | 7  |     |     |     |    |     |     |     |    |     |    |    |

| Legende  | Legende            | Legende                                                          |
| Farbe    | Abkürzung          | Bedeutung                                                        |
| -------- | ------------------ | ---------------------------------------------------------------- |
| Gold     | –                  | Sieg                                                             |
| Silber   | –                  | 2. Platz                                                         |
| Bronze   | –                  | 3. Platz                                                         |
| Grün     | –                  | Platzierung in den Punkten                                       |
| Blau     | –                  | Klassifiziert außerhalb der Punkteränge                          |
| Violett  | DNF                | Rennen nicht beendet (did not finish)                            |
| Violett  | NC                 | nicht klassifiziert (not classified)                             |
| Rot      | DNQ                | nicht qualifiziert (did not qualify)                             |
| Rot      | DNPQ               | in Vorqualifikation gescheitert (did not pre-qualify)            |
| Schwarz  | DSQ                | disqualifiziert (disqualified)                                   |
| Weiß     | DNS                | nicht am Start (did not start)                                   |
| Weiß     | WD                 | zurückgezogen (withdrawn)                                        |
| Hellblau | PO                 | nur am Training teilgenommen (practiced only)                    |
| Hellblau | TD                 | Freitags-Testfahrer (test driver)                                |
| ohne     | DNP                | nicht am Training teilgenommen (did not practice)                |
| ohne     | INJ                | verletzt oder krank (injured)                                    |
| ohne     | EX                 | ausgeschlossen (excluded)                                        |
| ohne     | DNA                | nicht erschienen (did not arrive)                                |
| ohne     | C                  | Rennen abgesagt (cancelled)                                      |
| ohne     | keine WM-Teilnahme |                                                                  |
| sonstige | P/fett             | Pole-Position                                                    |
| sonstige | 1/2/3/4/5/6/7/8    | Punktplatzierung im Sprint-/Qualifikationsrennen                 |
| sonstige | SR/kursiv          | Schnellste Rennrunde                                             |
| sonstige | *                  | nicht im Ziel, aufgrund der zurückgelegten Distanz aber gewertet |
| sonstige | ()                 | Streichresultate                                                 |
| sonstige | unterstrichen      | Führender in der Gesamtwertung                                   |